# Гаганово
Гаганово — деревня в Мишкинском районе Курганской области. Входит в состав Первомайского сельсовета.

## География
Расположена у реки Миасс. Автомобильное сообщение.

## История
До 1917 года входила в состав Воскресенской волости Челябинского уезда Оренбургской губернии. По данным на 1926 год деревня Гаганова состояла из 277 хозяйств. В административном отношении являлась центром Гагановского сельсовета Воскресенского района Челябинского округа Уральской области.

## Население
| 1989 | 2002 | 2010 |
| ---- | ---- | ---- |
| 264  | ↘169 | ↘98  |

По данным переписи 1926 года в деревне проживало 1299 человек (611 мужчин и 688 женщин), в том числе: русские составляли 99 % населения.